# Coregonus maxillaris
Coregonus maxillaris és una espècie de peix de la família dels salmònids i de l'ordre dels salmoniformes.

## Alimentació
Menja invertebrats bentònics, especialment mol·luscs i larves d'insectes.

## Distribució geogràfica
Es troba a Europa: Suècia.